# 진영 (정치인)
진영(陳永, 1950년 10월 23일~)은 대한민국의 정치인이다. 제17·18·19·20대 국회의원이다. 사법연수원 제7기 수료 후 판사, 변호사로 활동하다가 2004년 제17대 총선에서 당선되면서 정계에 진출했고, 4선 국회의원을 지냈다. 박근혜 정부에서 보건복지부 장관을 지냈다. 2016년에 새누리당에서 더불어민주당으로 당적을 옮겼으며, 문재인 정부에서 제2대 행정안전부장관을 지냈다. 전남 담양 출생이다.

## 생애
여양 진씨 고창 교흥 문중이다. 한국전쟁 중에 전라남도 담양군 외가에서 태어났다. 보건복지부 장관 내정자 기자회견에서 출신지 표기를 전라북도 고창군으로 요청했다.
박근혜 정부에서 보건복지부 장관을 역임했다. 장관 후보자로 지정되었을 때부터 국민연금 보험료로 기초연금 재원을 충당하지 않겠다는 뜻을 밝혔다. 그러나 "소득 하위 70%를 대상으로 매달 10만~20만원을 국민연금 가입기간과 연계해 차등지급한다"는 정부의 기초연금안이 결정된 후, 개인적 소신과 다르다며 사의를 밝혔다. 진 장관은 국민연금 가입기간이 길수록 기초연금을 깎는 연동 방식에 반대했고, 차등을 하더라도 국민연금 가입기간이 아닌 소득인정액을 기준으로 적용해야 한다는 입장을 고수했다.
2016년 3월 20일, 20대 총선을 앞두고 더불어민주당에 입당했다. 이에 대해 상대 후보였던 새누리당 황춘자 후보는 진영 후보를 향해 “전국에서 유일하게 탈당해 반대 당으로 간 사람이다. 20여년간 한솥밥을 먹은 당원과 국민은 충격을 받았다. 정치인은 최소한 도덕윤리에 바탕이 돼야 한다”고 강조했다. 반면 진영 후보는 “국민과의 약속을 지키기 위해 장관직을 걸고 대통령께 직언을 했던 소신 행보를 문제삼아 당이 나를 공천 배제했다. 정의롭지 못한 권력의 독선에 굴복하지 않겠다는 항거”라고 맞받았다. 선거 결과 진영 후보가 1위를 차지해 4선에 성공했다.
2019년 3월, 문재인 정부에서 김부겸 장관의 뒤를 잇는 행정안전부 장관 후보자로 내정되었고, 2019년 4월 4일에 청문보고서가 채택되었다.
문재인 정부의 2대 행정안전부 장관이다.

## 학력
- 1963년 서울광희국민학교 졸업
- 1966년 경기중학교 졸업
- 1969년 경기고등학교 졸업
- 1974년 서울대학교 법과대학 법학 학사
- 1984년 워싱턴 대학교 대학원 법학 석사

## 경력
- 1975년: 제17회 사법시험 합격
- 1975년~1977년: 사법연수원 제7기 수료
- 1980년~1981년: 서울지방법원 남부지원 판사
- 1988년: 88서울올림픽조직위원회 고문변호사
- 1995년: 경쟁력강화를 위한 변호사 모임 대표
- LG그룹 상임법률고문
- 1997년: 제15대 대통령 선거 한나라당 이회창 대통령 후보 정책특별보좌역
- 회명합동법률사무소 대표변호사
- LG복지재단, 상남언론재단 감사
- 1999년~2000년: 한나라당 수도권개발대책위원장
- 2000년~2012년: 한나라당 서울특별시당 용산구 당원협의회 위원장
- 2001년: 건국대학교 부동산대학원 겸임교수
- 대한태권도협회 이사
- 2003년~2004년: 한나라당 기획위원장
- 2004년 4월 15일: 대한민국 제17대 국회의원 선거 당선(서울 용산구, 한나라당, 초선)
- 국제의원연맹(IPU) 집행위원, 부회장
- 2008년 4월 9일: 대한민국 제18대 국회의원 선거 당선(서울 용산구, 한나라당, 재선)
- 2012년~2016년: 새누리당 서울특별시당 용산구 당원협의회 위원장
- 2012년 4월 11일: 대한민국 제19대 국회의원 선거 당선(서울 용산구, 새누리당, 3선)
- 2012년 12월~2013년: 제18대 대통령직 인수위원회 부위원장
- 2013년 3월~2013년 9월: 제50대 보건복지부 장관
- 2016년 4월 13일: 대한민국 제20대 국회의원 선거 당선(서울 용산구, 더불어민주당, 4선)
- 2016년~2020년: 더불어민주당 서울특별시당 용산구 지역위원회 위원장
- 2017년 4월~2017년 5월: 제19대 대통령 선거 더불어민주당 문재인 대통령 후보 선거대책위원회 공동선대위원장
- 2019년 4월~2020년 12월: 제2대 행정안전부 장관
- 2019년 4월~2020년 12월: 자치분권위원회 부위원장 겸 위원
- 2019년 4월~2020년 12월: 대통령직속 국가균형발전위원회 당연직위원
- 2019년 4월~2020년 12월: 대통령직속 자치분권위원회 자치제도분과위원회 위원
- 2019년 4월~2020년 12월: 대통령직속 일자리위원회 당연직위원
- 2019년 4월~2020년 12월: 대통령직속 녹색성장위원회 당연직위원

## 제17대 국회
- 2004년 5월 30일~2008년 5월 29일: 제17대 국회의원(서울 용산구, 한나라당, 초선)
- 제17대 국회 과학기술정보통신위원회 위원
- 한나라당 박근혜 대표최고위원 비서실장
- 제17대 국회 저출산고령화대책특별위원회 위원
- 제17대 국회 통일외교통상위원회 위원 겸 한나라당 간사
- 제17대 국회 예산결산특별위원회 위원
- 한나라당 전국위원회 수석부의장
- 제17대 국회 민족화해와 번영을 위한 남북평화통일특별위원회 위원 겸 간사
- 제17대 국회 한미자유무역협정(FTA)체결대책특별위원회 위원

## 제18대 국회
- 2008년 5월 30일~2012년 5월 29일: 제18대 국회의원(서울 용산구, 한나라당→새누리당, 재선)
- 제18대 국회 외교통상통일위원회 위원
- 한나라당 새만금특별위원회 위원장
- 한나라당 홍보기획 본부장
- 제18대 후반기 국회 행정안전위원회 위원
- 한나라당 서울특별시당 위원장
- 한나라당 직능특별위원회 상임 부위원장

## 제19대 국회
- 2012년 5월 30일~2016년 5월 29일: 제19대 국회의원(서울 용산구, 새누리당→무소속→더불어민주당, 3선)
- 새누리당 정책위원회 의장
- 새누리당 전국위원회 수석부의장
- 제19대 국회 법제사법위원회 위원
- 제18대 대통령직인수위원회 부위원장
- 제19대 국회 후반기 안전행정위원회 위원장
- 제19대 국회 후반기 인사청문특별위원회 위원장
- 더불어민주당 비상대책위원회 위원

## 제20대 국회
- 2016년 5월 30일~2020년 5월 29일: 제20대 국회의원(서울 용산구, 더불어민주당, 4선)
- 더불어민주당 중앙선거대책위원회 부위원장
- 더불어민주당 비상대책위원회 위원
- 제20대 국회 전반기 국방위원회 위원
- 한.슬로베니아 의원친선협회 회장
- 더불어민주당 인재영입위원회 공동위원장
- 더불어민주당 사회적경제위원회 위원장
- 제20대 국회 후반기 외교통일위원회 위원
- 제20대 국회 대법관(김선수·이동원·노정희) 임명동의에 관한 인사청문특별위원회 위원장

## 역대 선거 결과
|  | 44.67% |

|  | 46.04% |

|  | 58.03% |

|  | 52.44% |

|  | 42.78% |

## 소속 정당
| 소속 정당 | 소속 정당    | 소속 기간 | 비고           |
| --------- | ------------ | --------- | -------------- |
|           | 한나라당     | 1998~2012 | 정계 입문      |
|           | 새누리당     | 2012~2016 | 당명 변경      |
|           | 무소속       | 2016      | 탈당           |
|           | 더불어민주당 | 2016~현재 | 입당 정계 은퇴 |

## 같이 보기
- 용산구 (1988년 선거구)
- 서울 용산구의 국회의원
- 대한민국의 보건복지부 장관
- 대한민국의 행정안전부 장관